# Brenham
Brenham – miasto w Teksasie, w hrabstwie Washington. Według spisu w 2020 roku liczy 17,4 tys. mieszkańców.
Miejscowość była znana początkowo jako Hickory Grove ale w 1843 nazwa ta została zmieniona na Brenham na cześć Richarda Brenhama.  W mieście znajdują się zakłady Blue Bell Creameries – trzeciego pod względem wielkości wytwórcy lodów w Stanach Zjednoczonych.

## Demografia
Według spisu w 2020 roku 70,2% populacji to biali (w tym 20,2% to Latynosi), 22,2% to czarnoskórzy lub Afroamerykanie. 3,0% populacji deklaruje polskie pochodzenie.